# Sidney Lanfield
Sidney Lanfield (* 20. April 1898 in Chicago; † 20. Juni 1972 in Marina del Rey, Kalifornien) war ein US-amerikanischer Filmregisseur.

## Leben
Lanfield begann seine berufliche Laufbahn als Jazzmusiker und Vaudeville-Entertainer und ging 1926 nach Hollywood, wo er von der Fox Film Corporation zunächst als Autor unter Vertrag genommen wurde. 1930 lieferte er sein Regiedebüt mit El barbero de Napoleón und spezialisierte sich fortan auf romantische Filmkomödien. Sein erfolgreichster Film war jedoch der düstere Detektivfilm Der Hund von Baskerville (1939), in dem Basil Rathbone zum ersten Mal als Sherlock Holmes auftrat.
Nachdem Lanfield für Columbia Pictures das Filmmusical Reich wirst du nie (1941) mit Fred Astaire und Rita Hayworth gedreht hatte und damit einen weiteren Erfolg verbuchen konnte, wurde er von Paramount Pictures fest angestellt. Dort übernahm er bei einer Reihe von Filmen mit Komiker Bob Hope die Regie. In den 1950er Jahren war Lanfield einer der ersten Regisseure, der sich dem Fernsehen zuwandte und bis zum Ende seiner Karriere zahlreiche Serien mitinszenierte, so unter anderem 48 Folgen von The Addams Family (1964–1966).
Lanfield war von 1927 bis zu seinem Tod mit der Filmschauspielerin Shirley Mason verheiratet. Er starb 1972 im Alter von 74 Jahren und wurde auf dem Westwood Village Memorial Park Cemetery in Los Angeles beigesetzt.

## Filmografie (Auswahl)
- 1930: El barbero de Napoleón
- 1930: Cheer Up and Smile
- 1931: Three Girls Lost
- 1931: Hush Money
- 1932: Dance Team
- 1932: Society Girl
- 1932: Hat Check Girl
- 1933: Broadway Bad
- 1934: Moulin Rouge
- 1934: Die Rothschilds (The House of Rothschilds)
- 1934: The Last Gentleman
- 1935: Hold ’Em Yale
- 1935: Mädchen von heute (Red Salute)
- 1936: King of Burlesque
- 1936: Half Angel
- 1936: Sing, Baby, Sing
- 1936: One in a Million
- 1937: Wake Up and Live
- 1937: Hoheit flirtet (Thin Ice)
- 1937: Love and Hisses
- 1938: Always Goodbye
- 1939: Der Hund von Baskerville (The Hound of the Baskervilles)
- 1939: Second Fiddle
- 1939: Swanee River
- 1941: Reich wirst du nie (You’ll Never Get Rich)
- 1942: The Lady Has Plans
- 1942: My Favorite Blonde
- 1943: The Meanest Man in the World
- 1943: Let’s Face It
- 1944: Stehplatz im Bett (Standing Room Only)
- 1945: Bring on the Girls
- 1946: The Well-Groomed Bride
- 1947: The Trouble with Women
- 1947: Where There’s Life
- 1948: Gangster der Prärie (Station West)
- 1949: Der besiegte Geizhals (Sorrowful Jones)
- 1951: The Lemon Drop Kid
- 1951: Follow the Sun
- 1952: Mädels ahoi (Skirts Ahoy!)
- 1954: Where’s Raymond? (TV-Serie, vier Folgen)
- 1957–1958: Wagon Train (TV-Serie, fünf Folgen)
- 1955–1958: Jane Wyman Show (TV-Serie, 15 Folgen)
- 1958–1959: Dezernat M (M Squad) (TV-Serie, acht Folgen)
- 1958–1959: Bachelor Father (TV-Serie, elf Folgen)
- 1959: Cimarron City (TV-Serie, eine Folge)
- 1960: Johnny Staccato (TV-Serie, eine Folge)
- 1960: Der zweite Mann (The Deputy) (TV-Serie, zehn Folgen)
- 1960–1961: Riverboat (TV-Serie, drei Folgen)
- 1961: Bringing Up Buddy (TV-Serie, eine Folge)
- 1961: Whispering Smith (TV-Serie, zwei Folgen)
- 1961: Polizeirevier 87 (87th Precinct) (TV-Serie, eine Folge)
- 1961–1962: The Tall Man (TV-Serie, acht Folgen)
- 1962: Little Amy (TV-Film)
- 1962–1964: McHale’s Navy (TV-Serie, 54 Folgen)
- 1964: Amos Burke (Burke’s Law) (TV-Serie, eine Folge)
- 1964–1966: The Addams Family (TV-Serie, 48 Folgen)
- 1966: Pistolen und Petticoats (Pistols ’n Petticoats) (TV-Serie, eine Folge)
- 1967: Rango (TV-Serie, zwei Folgen)